# الرصاصة المثلجة
الرصاصة المثلجة هو فيلم غامض أمريكي صامت عام 1917 من إخراج ريجينالد باركر وبطولة ويليام ديزموند وروبرت مكيم وجي بارني شيري .  تم تصميم مجموعات الفيلم من قبل المخرج الفني روبرت برونتون .

## الطاقم
- روبرت مكيم في دور دونالد جرين
- جيه بارني شيري في دور ريتشارد ديرينج
- مارغريت طومسون في دور إيفلين ديرينج
- جوزيف ج. داولينج في دور كبير الخدم
- جيروم ستورم في دور ابن بتلر
- لويس دورهام في دور جو
- جيه فرانك بيرك في دور المتخصص
- ريجنالد باركر في دور الذات
- ج. جاردنر سوليفان بدور الذات

## فهرس
- لانجمان، لاري. دورات السينما الأمريكية: العصر الصامت . غرينوود للنشر، 1998.

## روابط خارجية
- الرصاصة المثلجة  في قاعدة بيانات الأفلام على الإنترنت (بالإنجليزية)

قالب:Reginald Barker